# Niczkyfalva község
Niczkyfalva község (románul: Comuna Nițchidorf) község Temes megyében, Romániában. Központja Niczkyfalva, beosztott falvai Balázsd, Temesdoboz.

## Népessége
A 2011-es népszámlálás adatai alapján a község népessége 1523 fő volt.